# Embaixada de El Salvador em Brasília
A Embaixada de El Salvador em Brasília é a principal representação diplomática salvadorenha no Brasil. Brasil e El Salvador estabeleceram relações diplomáticas em 1906, com a criação de uma legação, que seria elevada à posição de embaixada em 1953.